# شركة نيبون للصلب
تأسست شركة نيبون للصلب في عام 2012 مع دمج نيبون للصلب وسوميتومو للمعادن الأصلية. تأسست شركة نيبون للصلب الأصلية في عام 1970 بدمج فوجي للحديد والصلب و يوواتا للحديد والصلب. تعد الشركة ثالث أكبر منتج للصلب في العالم من حيث الحجم اعتبارًا من عام 2017.